# Sonic P-06
Sonic the Hedgehog: Project '06 (en español, Sonic el Erizo: Proyecto 2006), o simplemente Sonic P-06, es un juego de plataformas en desarrollo hecho por el programador argentino Ian Moris (apodado ChaosX) para Microsoft Windows. Es una versión mejorada y corregida no oficial del videojuego Sonic the Hedgehog de 2006 (O simplemente Sonic 2006), desarrollado originalmente por el Sonic Team y publicado por Sega.
Como el juego original es famoso por su mala calidad, Project '06 tiene como objetivo solucionar sus problemas, restaurar el contenido descartado durante el desarrollo y también agregar contenido nuevo.

## Jugabilidad
Project '06 es un juego de plataformas en 3D. A partir de la quinta demo, el juego presenta nueve personajes jugables: Sonic the Hedgehog, Shadow the Hedgehog, Silver the Hedgehog, Miles "Tails" Prower, Knuckles the Echidna, Rouge the Bat, E-123 Omega, Blaze the Cat y Amy Rose.
Aunque es una recreación fiel al original, Project '06 presenta varios cambios hechos para mejorar la experiencia de juego. El tiempo dedicado a pantallas de carga se ha reducido significativamente. Las físicas son mucho más avanzadas que las original, ya que el remake se ejecuta en el motor Unity, mientras que el original estaba en el motor Havok. Los gráficos son más detallados y el juego utiliza diferentes gradaciones de color. Se han modificado también los atributos de los personajes: por ejemplo, ahora todos los personajes corren más rápido, y se han reintroducido algunos movimientos de Tails, Knuckles, Shadow y Amy de Sonic Adventure (1998) y Sonic Adventure 2 (2001). A la hora de jugar también se puede elegir entre varias opciones cosméticas, por ejemplo, hacer que las animaciones de Sonic se parezcan a las de una presentación preliminar de 2005, o cambiar la apariencia del HUD.
Algunos niveles han recibido leves cambios en el diseño de niveles, como algunos elementos que se recuperaron de las demostraciones del juego original, como un puente que ahora reemplaza a un camino de viento al comienzo del nivel Sonic's Kingdom Valley. Otros niveles se han alargado, como Blaze's Wave Ocean.
Las mejoras de Sonic, Silver y Shadow del juego original estuvieron disponibles desde el principio, mientras que las mejoras opcionales de Sonic, las Gemas, ahora están ocultas en los niveles. Silver ha recibido dos nuevas mejoras que también están ocultas en sus niveles, y una de ellas le otorga un movimiento que usa en la pelea de su jefe en Sonic Generations (2011). De momento hay recompensas para Sonic, Silver y Shadow por superar todas sus respectivas etapas con un rango S (el más alto posible). Las recompensas para cada uno de ellos vienen en forma de una mejora poderosa escondida en uno de sus niveles.

## Desarrollo

### Antecedentes
Sonic the Hedgehog (comúnmente conocido como Sonic '06) es un juego de plataformas salido en 2006 desarrollado por el Sonic Team y publicado por Sega para Xbox 360 y PlayStation 3. Estaba destinado a ser un reinicio de la franquicia Sonic, con una ambientación más realista que los juegos anteriores. El juego enfrentó serios problemas que obligaron al Sonic Team a acelerar el desarrollo del juego, lo que causó gran cantidad de bugs, por lo que fue objeto de severas críticas negativas por estos además de por su historia, controles, cámara, y largos tiempos de carga. Según Engadget: "Muchos consideran que Sonic '06 es el punto más bajo de la franquicia... La mayoría de los fans de Sonic quieren olvidar que el juego fue lanzado".
El juego nunca se lanzó en PC con Windows, por lo que algunos fanes de Sonic han hecho esfuerzos no oficiales para desarrollar un port. A partir de 2015, un grupo liderado por los desarrolladores Gistix y Mefiresu trabajó en una adaptación de dicho juego utilizando el motor de juego Unity y lanzó varias demostraciones entre 2017 y 2018.  Aunque el desarrollo del proyecto continuó, el progreso se ralentizó y Gistix abandonó el equipo de desarrollo. En diciembre de 2020, se canceló definitivamente el proyecto.

### Producción
Project '06 está siendo desarrollado por el programador argentino Ian "ChaosX" Moris. Moris había sido fanático de Sonic desde pequeño, cuando recibió una Sega Genesis con una copia del Sonic the Hedgehog original (1991). Después de comprar una PlayStation 2 en 2010, jugó sus lanzamientos de susodicha franquicia, ya que en ese momento era "adicto a Sonic the Hedgehog y a los juegos en general", y cuando consiguió una computadora, jugó más títulos de Sonic, como por ejemplo los Sonic Adventure. Fue después de conseguir el ordenador que Moris se enteró de Sonic '06, e inmediatamente lo fascinó. "Sus anuncios, atmósfera, tono y sonido, CGI, gráficos... todo resonó en mí... Me llamó la atención como loco". Moris intentó sin éxito obtener una copia del juego a pesar de saber que había sido mal recibido, pero esto no le importó.
Fue durante esa época que Moris comenzó a adentrarse en el desarrollo de juegos, habiendo conocido la comunidad de fangames de Sonic. Comenzó a trabajar en el lenguaje Blitz3D antes de cambiarse a Unity en 2014. Su primer proyecto en Unity fue World Adventure Project, un esfuerzo por trasladar el juego Sonic Unleashed de 2008 (que, al igual que el juego de 2006, no tenía forma de jugar) a Windows. Abandonó el World Adventure Project después de darse cuenta de que tenía la capacidad de rehacer Sonic the Hedgehog en Unity y así poder finalmente experimentarlo, a pesar de la baja calidad de su ordenador. También vio la oportunidad de solucionar sus problemas y restaurar el contenido que había sido descartado durante el desarrollo, "dándole una segunda oportunidad". Aunque nunca había jugado el juego, Moris, al analizar las imágenes del juego, tenía una fuerte idea de lo que necesitaba recrear. Creó una carpeta que contenía gigabytes de material de referencia, incluidas imágenes previas y posteriores al lanzamiento.
Moris comenzó con las pocas partes del código original a las que se puede acceder y comenzó rehaciendo cada nivel ignorando u ocultando los problemas que están presentes en el juego oficial. Sin embargo, tuvo que desarrollar gran parte de P-06 desde cero, como por ejemplo animaciones, texturas, shaders y tipografías, y reunió algunos recursos de Unity. Moris reclutó a numerosas personas para ayudar al desarrollo. El desarrollador escocés "Gotta Play Fast" usó Autodesk 3ds Max para combinar los archivos de modelos separados para Sonic para que funcionara mejor en Unity, mientras que "Beatz" ayudó a crear texturas, rigging de modelos y pulir las colisiones. Otros contribuyentes son "JeraCyclo Gaming", "DaGuAr", "Volcano the Bat", "WizGenesis", "Giygas", "Acro", "LuRodSil", "NonamiEight", "Hero", "Sajid", "LuRodSil", "HyperBE32", "Knuxfan24", Thomas James Baker, y "BrianuuuSonic". La restauración, edición y reorden del guion de los diálogos estuvieron a cargo de Lost Impact Productions. Muchos contribuyentes consideran que su trabajo es menor, ya que gran parte del desarrollo real está a cargo de Moris.

## Lanzamiento
Moris lanzó la primera demo del Project '06 en abril de 2019, que contenía dos niveles llamados "Wave Ocean" y "Kingdom Valley". El mes siguiente lanzó una actualización que contiene correcciones de errores, compatibilidad mejorada con pantalla ancha y otras mejoras menores. En la segunda demo que hizo agregó tres niveles: "Dusty Desert", "Flame Core" y "Radical Train", que se lanzaron en octubre de 2019 e hizo posteriormente una actualización de corrección de errores en noviembre. Tras la actualización de noviembre, Moris se tomó un descanso para centrarse en otros proyectos. No está seguro de cuándo estará completa la nueva versión: "Una estimación descabellada sería probablemente dentro de dos años, pero no estoy muy seguro de eso. "  En julio de 2020 se lanzó una tercera demo que agregó el resto de los niveles de la historia de Sonic, seguida de una actualización en agosto de 2020 que solucionó numerosos errores que había en la versión anterior. Después de la versión de agosto, Moris se tomó un descanso del proyecto para trabajar en otro fangame, Sonic Riders Overdrive. En septiembre de 2021 se lanzó una cuarta demostración que metía a Shadow y todos sus niveles, seguida de otra actualización de corrección de errores ese mismo mes. La quinta demo, que agregó todas los niveles de Silver al juego, se lanzó en abril de 2023, con una actualización de corrección de errores lanzada en el siguiente noviembre.

## Recepción
Al revisar la primera demo, Nathan Grayson del blog Kotakuescribió que, si bien Project '06 todavía sufría de fallos como un diseño de niveles mejorable, "ya era una mejora notable" con respecto al juego original, con menos fallas técnicas y una mejor sensación. Nick Summers de Engadget calificó el Project '06 como una "hazaña notable" y dijo que demostraba que Sonic seguía siendo culturalmente relevante a pesar de los juegos mal recibidos. En su nueva reseña del lanzamiento original de la consola, el YouTuber Jirard "The Completionist" Khalil agregó comentarios sobre P-06; lo llamó "muy divertido" y dijo que Moris "me enseñó que la cantidad de tiempo y amor puestos en un juego es tan importante como el juego en sí... Hubo personas que vieron el original, y pensaron que podría ser bueno con un poco de pulido, ¿y sabéis qué? ¡Tenían razón!... Si solo fuera a revisar el Project '06, fácilmente diría que valió la pena".